# Donnie Defreitas
Donnie Defreitas (* 10. Juni 1985 in Kuba) ist ein ehemaliger vincentischer Schwimmer.

## Karriere
Defreitas nahm erstmals im Rahmen der Weltmeisterschaften 2003 an internationalen Schwimmwettbewerben teil. In Barcelona war er in den Wettkämpfen über 50 m und 100 m Brust mit von der Partie. Ein Jahr später folgte die Teilnahme an den Olympischen Spielen in Athen. Dort erreichte er über 50 m Freistil Rang 74 von 83. Auch über 100 m Rücken war der Vincenter für den Start gemeldet, trat aber nicht an. 2005 war er bei den Weltmeisterschaften in Montreal für die Wettbewerbe über 50 m Freistil und 50 m Brust gemeldet, trat aber auch hier nicht an. Im Anschluss beendete er seine Karriere.